# Христичёво
Христичево — хутор в Азовском районе Ростовской области России.
Входит в состав Александровского сельского поселения.

## География
Хутор находится находится на левом берегу реки Мокрая Чубурка, на расстоянии 48 км (70 км по автодорогам) к юго-западу от города Азов, административного центра района.

## Население
| 1989 | 2002 | 2010 |
| ---- | ---- | ---- |
| 361  | ↘298 | ↘269 |

## Улицы
| - пер. Береговой, - ул. Интернациональная, - ул. Мира, - пер. Речной, | - пер. Садовый, - ул. Степная, - ул. Школьная. |